# Широкое (Оренбургская область)
Широ́кое — село в Ташлинском районе Оренбургской области. Входит в состав Новокаменского сельсовета.

## История
В 1961 году указом Президиума Верховного Совета РСФСР село Царевск переименовано в Широкое.

## Население
| 2010 |
| ---- |
| 230  |

## Улицы
- ул. Молодёжная,
- ул. Набережная,
- ул. Подгорная,
- пер. Речной,
- ул. Центральная.